# Al·liàcies
Les al·liàcies (Alliaceae) foren una família de plantes herbàcies perennes i amb flor, normalment amb bulb i més rarament amb rizoma, les trobem generalment a les regions temperades càlides i subtropicals. Actualment es troben integrades dins la família de les amaril·lidàcies, i el terme Alliaceae ha esdevingut un sinònim d'Amaryllidaceae.
Són Monocotyledoneae (monocotiledònies) i formaven part de l'ordre de les asparagals. Aquesta família havia estat reconeguda àmpliament però no de manera unànime; les plantes que en formaven part sovint foren considerades com a pertanyents a la família de les Liliaceae.
El sistema APG II del 2003 reconeixia aquesta família i la va incloure dins l'ordre Asparagales del clade monocotyledoneae. El sistema de classificació APG II permetia dues opcions per aquesta família:
- Alliaceae sensu lato ("en sentit ampli"), inclou totes les plantes que foren assignades a les famílies Agapanthaceae, Alliaceae i Amaryllidaceae en el primer sistema APG de 1998.

- Alliaceae sensu stricto ("en sentit estricte"), correspondria a la família Alliaceae definida pel sistema APG de 1998, és a dir, inclouria totes les plantes de Alliaceae en sentit ampli excepte les de les dues famílies opcionals, Agapanthaceae i Amaryllidaceae.

El gènere més important era l'Allium, que inclou algunes de les plantes comestibles més conreades i utilitzades, com la ceba (Allium cepa), l'all (A. sativum i A. scordoprasum), i el porro (A. porrum) i condiments com el cibulet (A. schoenoprasum).
El sistema APG III del 2009, va agrupar les antigues famílies Alliaceae, Agapanthaceae i Amaryllidaceae sota el nom d'Amaryllidaceae. Canvi que es va conservar al sistema APG IV publicat l'any 2016.

## Gèneres
Els següents gèneres eren inclosos dins les Alliaceae sensu stricto: 
| - Allium - Ancrumia - Caloscordum - Erinna - Garaventia - Gethyum - Gilliesia - Ipheion - Leucocoryne - Miersia | - Milula - Muilla - Nectaroscordum - Nothoscordum - Solaria - Speea - Trichlora - Tristagma - Tulbhagia - Zoelnerallium |

Els gèneres Androstephium, Bessera, Bloomeria, Brodiaea, Dandya, Dichelostemma, Milla, Petronymphe, Triteleia, i Triteleiopsis també havien format part de les Alliaceae.